# Olof Petersson (skulptör)
Olof Petersson, född 16 januari 1791 på Öland, död okänt år, var en svensk skulptör.
Han var från 1827 gift med Erica Grahn. Petersson var verksam som skulptör i Stockholm från 1820-talet men vistades en tid på Öland och återkom till Stockholm 1834. Han utarbetade ett förslag till en altaruppsats och predikstol för Ekerö kyrka som inte kom att tillverkas. För Köpings kyrka på Öland utförde han 1823 en predikstol som är av en tämligen enkel beskaffenhet. Han flyttade från Stockholm till en okänd ort 1837.  